# 宋丰强
宋丰强（1964年—），汉族，中华人民共和国政治人物，第十一届、第十二届、第十三届全国政协委员。
担任河南省工商联副主席、河南绿色中原现代农业集团董事长。2008年，当选第十一届全国政协委员，代表农业界，分入第三十八组。并担任经济委员会专委。2018年1月，当选第十三届全国政协委员。